# 卡基纳达
卡基纳达（Kakinada），是印度安得拉邦East Godavari县的一个城镇。总人口289920（2001年）。

## 人口
该地2001年总人口289920人，其中男性143905人，女性146015人；0—6岁人口31712人，其中男15769人，女15943人；识字率66.32%，其中男性为71.41%，女性为61.30%。